# Slånmalmätare
Slånmalmätare (Pasiphila chloerata) är en fjärilsart som först beskrevs av Paul Mabille 1870.  Slånmalmätare ingår i släktet Pasiphila, och familjen mätare. Arten är reproducerande i Sverige.

## Bildgalleri

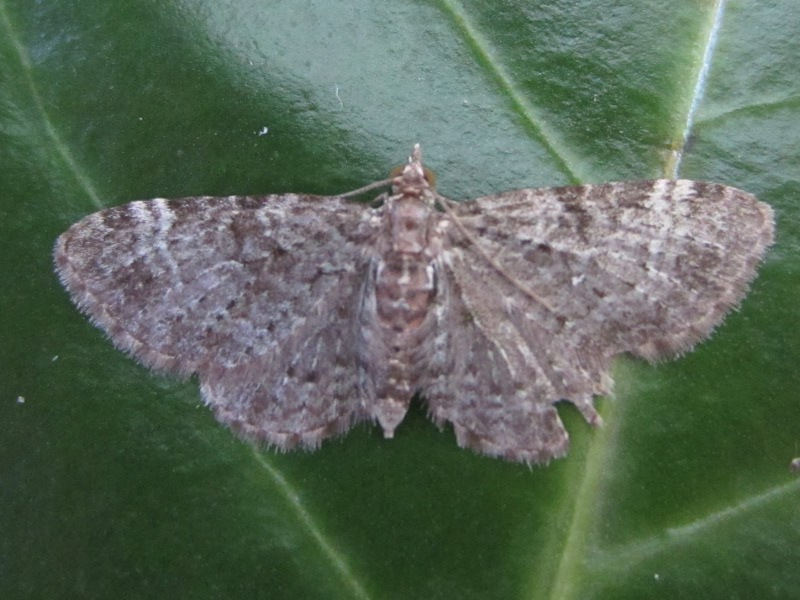